# Liste der Monuments historiques in Confort-Meilars
Die Liste der Monuments historiques in Confort-Meilars führt die Monuments historiques in der französischen Gemeinde Confort-Meilars auf.

## Liste der Bauwerke
| Bezeichnung                                                                                           | Beschreibung                  | Standort | Kennzeichnung | Schutzstatus | Datum | Bild           |
| --- | ----------------------------- | -------- | ------------- | ------------ | ----- | -------------- |
| Kirche Notre-Dame mit folgenden Fenstern: Kindheit Jesu und Wurzel-Jesse-Fenster. Ebenso ein Calvaire | Erbaut ab dem 15. Jahrhundert | (Lage)   | PA00090110    | Classé       | 1914  | weitere Bilder |

## Liste der Objekte

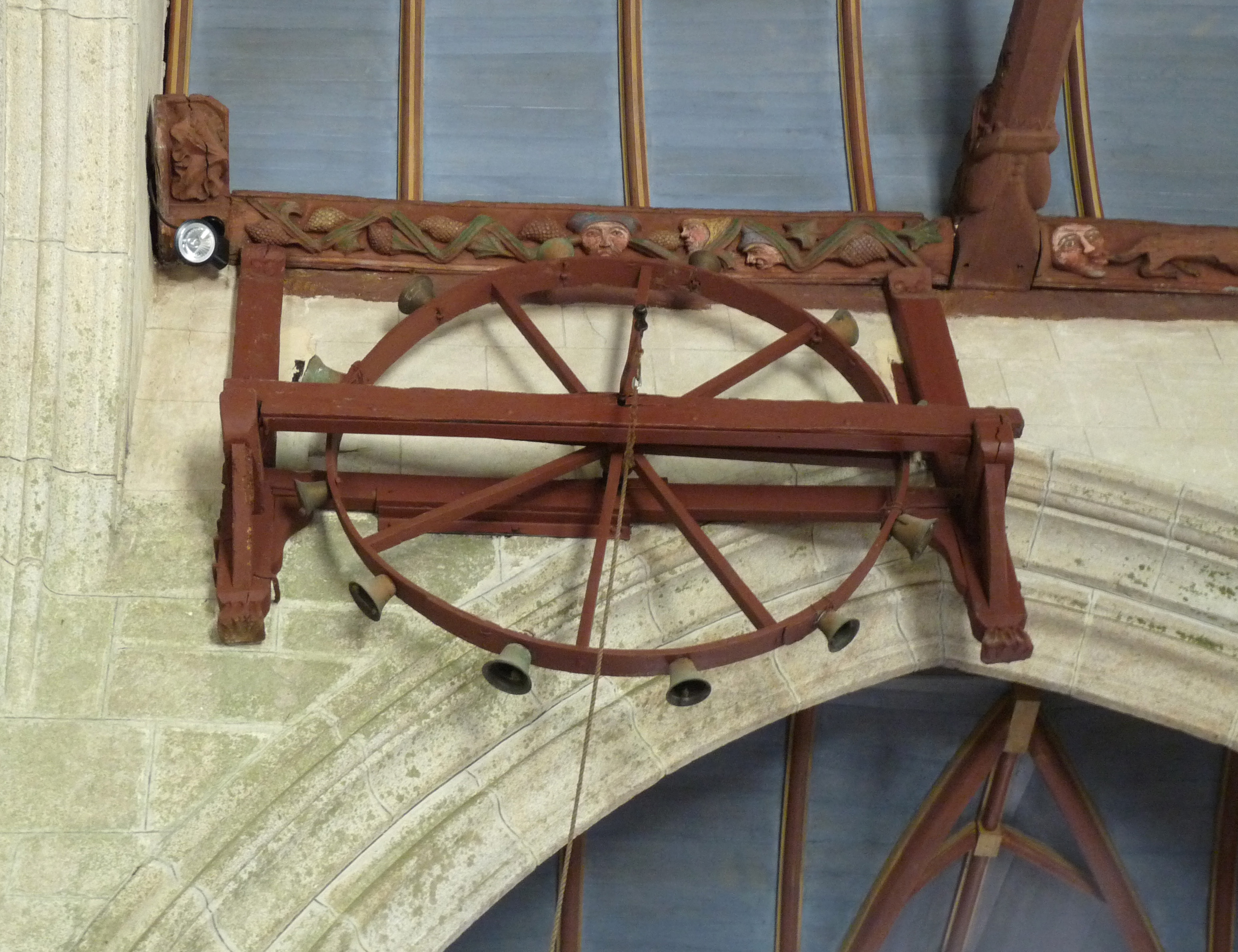
Radförmiges Glockenspiel aus dem 16. Jahrhundert in der Kirche Notre-Dame

- Monuments historiques (Objekte) in Confort-Meilars in der Base Palissy des französischen Kultusministeriums